# Locomotiva 2-8-0

Diagrama do arranjo 2-8-0.

Uma locomotiva 2-8-0 possui, de acordo com a Classificação Whyte para locomotivas a vapor, um arranjo de rodas consistindo de duas rodas guia em um eixo sem tração, seguidas de oito rodas motrizes, em quatro eixos, e sem rodas portantes em eixos posteriores.

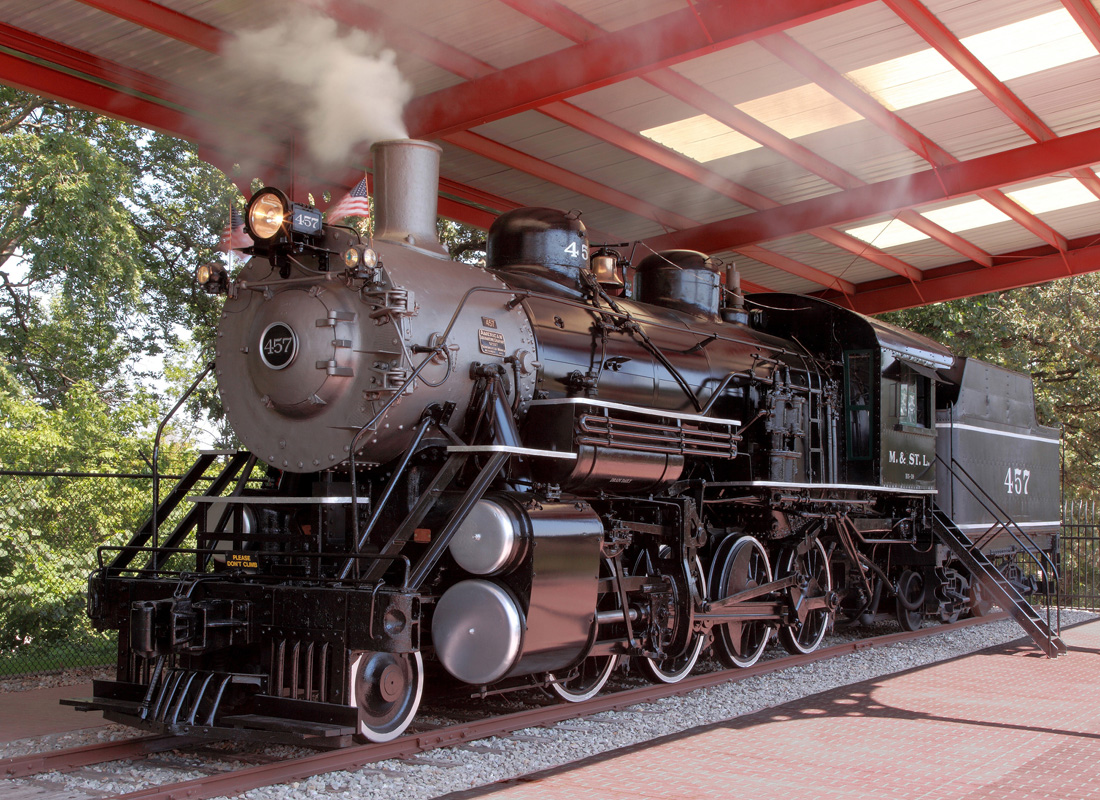
Locomotiva Alco 2-8-0, construída em 1912 para a "Minneapolis and St. Louis Railroad".

As locomotivas com arranjo 2-8-0 também ficaram conhecidas pelo nome “Consolidation”, em homenagem à consolidação das ferrovias "Beaver Meadow, Penn Haven & White Haven and Lehigh & Mahanoy", no vale Lehigh.

## Outras classificações
Outros sistemas de classificação representam o arranjo 2-8-0 com as seguintes notações:
- Classificação UIC (alemã): 1D[3]
- Classificação francesa: 1-4-0[4]